# Ryan Kwanten
Ryan Christian Kwanten est un acteur australien, né le 28 novembre 1976 à Sydney. Il se fait connaître grâce au film d'horreur Dead Silence de James Wan et à la série True Blood (2008-2014).

## Biographie
Ryan Kwanten est né le 28 novembre 1976 à Sydney, Australie.

## Carrière
Il débute à la télévision australienne en 1991 par un petit rôle de surfer dans le soap Summer Bay. En 1997, il est rappelé pour y incarner l'un des rôles principaux pendant trois saisons. Entre-temps, il fait ses armes avec un rôle récurrent dans un autre soap, À cœur ouvert (1992), suivi de rôles réguliers dans Echo Point (1995) et dans la deuxième saison de la série Les Maîtres des sortilèges (1997).
Le téléfilm The Junction Boys en 2002 marque son premier rôle aux États-Unis. Il passe ensuite par les séries FBI : Opérations secrètes et Tru Calling avant de s'établir en ancien champion de surf reconverti dans les 2 saisons de Summerland (2005) aux côtés de Lori Loughlin, créatrice de la série dont elle tient le rôle principal.
Sur le grand écran, Ryan Kwanten commence par un rôle de second plan dans le film australien Signal One (1994). En 2003, il incarne à nouveau un surfer dans Liquid Bridge avant d'apparaître dans America Brown l'année suivante.
De 2008 à 2014, il figure à l'affiche de la série de HBO : True Blood dont il interprète l'un des rôles principaux, celui de Jason Stackhouse.

## Filmographie

### Cinéma

#### Longs métrages
- 1994 : Bullet Down Under de Rob Stewart : Un enfant
- 2003 : Liquid Bridge de Phillip Avalon : Nick McCallum
- 2003 : America Brown de Paul Black : Ricky Brown
- 2006 : Flicka de Michael Mayer : Howard McLaughlin
- 2007 : Dead Silence de James Wan : Jamie Ashen
- 2010 : Le Royaume de Ga'hoole (Legend of the Guardians : The Owls of Ga'Hoole) de Zack Snyder : Kludd (voix)
- 2010 : Red Hill de Patrick Hughes : Shane Cooper
- 2010 : Griff the Invisible de Leon Ford (en) : Griff
- 2010 : Don't Fade Away de Luke Kasdan : Jackson White
- 2012 : Ne convient pas pour les enfants de Peter Templeman : Jonah
- 2013 : Reach Me de John Herzfeld : Jack Burns
- 2013 : Mystery Road d'Ivan Sen : Pete Bailey
- 2013 : The Right Kind of Wrong de Jeremiah S. Chechik : Léo
- 2014 : Vol 7500 : aller sans retour (Flight 7500) de Takashi Shimizu : Brad Martin
- 2014 : Knights of Badassdom de Joe Lynch : Joe
- 2014 : Northmen : Les Derniers Vikings (Northmen : A Viking Saga) de Claudio Fäh (en) : Conall
- 2014 : Rio, I Love You (Rio, Eu Te Amo) de Stephan Elliott : Jai Arnott
- 2014 : Bad Luck (Reach Me) de John Herzfeld : Jack Burns
- 2015 : Kidnapping Mr. Heineken de Daniel Alfredson : Jan « Cat » Boellard
- 2015 : Blunt Force (Blunt Force Trauma) de Ken Sanzel : John
- 2015 : Blinky Bill the Movie de Deane Taylor : Blinky Bill (voix)
- 2016 : Qui garde le chien ? (Who Gets the Dog ?) d'Huck Botko : Clay Lonnergan
- 2017 : Supercon de Zak Knutson : Matt Wheeler
- 2018 : Hurricane (The Hurricane Heist) de Rob Cohen : Breeze
- 2019 : Kill Chain de Ken Sanzel : Ericson
- 2020 : Loveland d'Ivan Sen : Jack
- 2020 : 2067 de Seth Larney : Jude Mathers

### Télévision

#### Séries télévisées
- 1992 : À cœur ouvert (A Country Practice) : Ben Lloyd
- 1992 / 1994 / 1997 - 2002 : Summer Bay : Vinnie Patterson
- 1993 - 1994 : G.P. : Scott Browning
- 1994 : Dis donc, papa (Hey Dad..!) : Richard
- 1995 : Echo Point : Nathan Potter
- 1996 : Brigade des mers (Water Rats) : Nipper
- 1997 : Les Maîtres des sortilèges : Les Terres du Seigneur Dragon (Spellbinder : Land of the Dragon Lord) : Josh Morgan
- 2003 : FBI : Opérations secrètes (The Handler) : Barnes
- 2003 : Tru Calling : Compte à rebours (Tru Calling) : Jake Voight
- 2004 - 2005 : Summerland : Jay Robertson
- 2008 : New York, unité spéciale (Law and Order : Special Victims Unit) : Dominic Pruitt
- 2008 - 2014 : True Blood : Jason Stackhouse
- 2012 : New Girl : Oliver
- 2014 - 2015 : Jake et les Pirates du Pays imaginaire (Jake and the Never Land Pirates) : Brewster (voix)
- 2017 : Apollo Gauntlet : Superknife
- 2018 - 2019 : The Oath : Steve Hammond
- 2020 : Sacred Lies : Peter
- 2021 : Them : George Bell
- 2021 : Creepshow : Alex Toomey

#### Téléfilms
- 2002 : The Junction Boys de Mike Robe : Claude Gearheart
- 2015 : Edge de Shane Black : Harknett

## Voix françaises
En France, Alexandre Gillet est la voix régulière de Ryan Kwanten, le doublant dans Summerland, Dead Silence, New York, unité spéciale, Bad Luck ou encore Hurricane.
Cependant, il a été doublé à deux reprises par Axel Kiener dans  True Blood et New Girl et, à titre exceptionnel, par Fabrice Fara dans Tru Calling : Compte à rebours, Nicolas Matthys dans 2067, Mathias Kozlowski dans Eux et Vincent de Boüard dans Head Count.